# Eddie Clarke
Edward Allan Clarke (Twickenham, 5 oktober 1950 - Londen, 10 januari 2018), beter bekend als “Fast” Eddie Clarke, was een Engelse gitarist bij Motörhead en Fastway. 

## Geschiedenis
Op jonge leeftijd leerde Clarke gitaarspelen. In zijn tienerjaren voegde hij zich vooral bij lokale bands. In 1973 ging hij bij de band Zeus van Curtis Knight. Na een ruzie voegde hij zich bij Continuous Performance, maar door een gebrek aan succes werd deze echter ontbonden. In 1975 ontmoette hij drummer Phil Taylor. Die zat net bij Motörhead en stelde Clarke voor aan Lemmy. Het trio wordt gezien als de klassieke Motörhead-line-up. 
Na onvrede over het laatste album dat hij opnam met Motörhead, Iron Fist, en een geschil over een opname samen met de Plasmatics, verliet Clarke in 1982 de band. Hij voegde zich bij Fastway, en bleef tot 1990 albums opnemen. In 2011 verscheen een comeback van Fastway.
Clarke overleed op 67-jarige leeftijd op 10 januari 2018 aan de gevolgen van een longontsteking. 

## Discografie

### Motörhead
- Motörhead (1976)
- Overkill (1979)
- Bomber (1979)
- Ace of Spades (1980)
- No Sleep 'til Hammersmith (1981)
- Iron Fist (1982)

### Fastway
- Fastway (1983)
- All Fired Up (1984)
- Waiting for the Roar (1986)
- Trick or Treat (1986)
- On Target (1988)
- Bad Bad Girls (1990)
- Eat Dog Eat (2011)

### Soloalbums
- It Ain't Over Till It's Over (1994)
- Make My Day: Back to Blues (2014)